# Mjanmar
Mjanmar, poznat i po starom imenu Burma te službeno kao Republika Unija Mjanmar, država je u jugoistočnoj Aziji na obalama Bengalskog zaljeva i Andamanskog mora (dijelova Indijskog oceana). Graniči na zapadu s Bangladešom, na sjeverozapadu s Indijom, na sjeveroistoku s Kinom, na istoku s Laosom te na jugoistoku s Tajlandom.

## Ime
Ime Mjanmara odnosno Burme političko je pitanje. Od neovisnosti do 1989. službeno ime zemlje bilo je Unija Burma. Tada je vojna vlada proglasila današnje ime, no promjenu nisu priznale oporbene snage u Burmi i emigraciji, kao ni vlade SAD-a, Ujedinjenog Kraljevstva i Kanade. Ipak, novo su ime priznali Ujedinjeni narodi u skladu sa svojim pravilom da svaka zemlja, tj. vlada, ima pravo odrediti vlastito ime.

## Povijest
Burma je od 1531. do 1885. bila središte neovisnoga kraljevstva koje je svoj vrhunac doživjelo sredinom 18. stoljeća kada je pod mijanmarskom vlašću bio velik dio susjednog Tajlanda i neke indijske pokrajine. Britanci su postupno, u tri rata od 1824. do 1885. osvojili zemlju i uključili je u sastav Britanske Indije. Od 1860. do 1885. godine glavni je grad bio Mandalay.
Od neovisnosti 1948. Burma je, usprkos gospodarskom oporavku, pokazivala znakove političke nestabilnosti koja je kulminirala 1958. kada je vojni vrh preuzeo vlast, a zatim ponovno 1962. kada je vojska svrgnula demokratski izabranu vladu. Politika generala Ne Wina bila je mješavina marksizma i nacionalizma većinskih Burmanaca s gotovo potpunom izolacijom zemlje. Nakon njegovog povlačenja 1988. vlast je preuzela skupina njemu bliskih vojnika na čelu s generalom Sau Maungom koja je isprva nastavila reforme započete pred kraj Winovog razdoblja, ali je nakon 1990. pojačala izolaciju zemlje, ne dopustivši formiranje demokratske vlade nakon izbora na kojima je pobijedila stranka predvođena Aung San Suu Kyi, kćerkom oca mijanmarske neovisnosti Aung Sana. Ona je odbila napustiti Mijanmar i od tada se uglavnom nalazi u kućnom pritvoru.

## Zemljopis
U rubnim dijelovima zemlje te na istoku dominiraju planinski lanci i visoravni (najviši vrh 5.881 m visoki Hkakabo Razi na tromeđi s Indijom i Kinom). U središnjem dijelu nalazi se dolina glavne mijanmarske rijeke Irrawaddy i njenih pritoka, ispresijecana niskim gorjima koja se pružaju u smjeru sjever-jug. Klima je, osim u najsjevernijim dijelovima, monsunska.

## Stanovništvo
Dominiraju etnički Burmanci (oko 70% stanovništva) čija je tradicionalna religija teravadski Budizam. U planinama i visoravnima na sjeveru i istoku žive manjinski narodi koji se često oružano sukobljavaju sa središnjim vlastima oko zahtjeva za neovisnošću. Najveći među njima su Shan (oko 9%) i Karen (oko 7%).

## Gospodarstvo
Desetljeća promašene politike marksizma i izolacije učinila su Mijanmar jednom od najsiromašnijih zemalja svijeta[nedostaje izvor]. Većina stanovnika bavi se poljoprivredom. Reformski napori u posljednjem desetljeću bili su tek djelomično uspješni, a sankcije SAD-a, Ujedinjenog Kraljevstva i Japana uvedene 2003. dodatno su pogoršale tešku gospodarsku situaciju.

## Religija
Prema popisu stanovništva iz 2014. godine 87.9% stanovništva izjasnilo se kao budisti, 6.2% kao kršćani, 4.3% kao muslimani te 0.5% kao hinduisti. Ustav Mjanmara ne poznaje službenu religiju te na papiru garantira slobodu vjeroispovijesti, ali mnogi zakoni i podzakonski akti donose raznorazne iznimke po tom pitanju, odnosno sam režim teži budizmu.
Ministarstvo koje je nadležno za religiju nerijetko vrši propagandu samog budizma, sufinancira školovanje u budističkim edukacijskim centrima, odnosno budističkim sveučilištima.

## Vanjske poveznice
Sestrinski projekti
|  | Zajednički poslužitelj ima stranicu o temi Mjanmar    |
|  | Zajednički poslužitelj ima još gradiva o temi Mjanmar |
|  | Wječnik ima rječničku natuknicu Mjanmar               |